# Peloribates levipunctatus
Peloribates levipunctatus är en kvalsterart som beskrevs av Aoki 1984. Peloribates levipunctatus ingår i släktet Peloribates och familjen Haplozetidae. Inga underarter finns listade i Catalogue of Life.